# Roberto Benedicto
Roberto S. Benedicto (La Carlota, 17 april 1917 - 15 mei 2000) was een Filipijns bankdirecteur, topfunctionaris en diplomaat. Benedicto was directeur van de Philippine National Bank van 1966 tot 1970. Van 1972 tot 1978 was Benedicto Filipijns ambassadeur in de Japan. Benidicto stond ook bekend als een vertrouweling van president Ferdinand Marcos.

## Biografie
Roberto Benedicto werd geboren op 17 april 1917 in La Carlota in de Filipijnse provincie Negros Occidental. Zijn ouders waren Salvador Benedicto en Hortencia Salas. Na zijn middelbare schoolopleiding studeerde Benedicto aan de University of the Philippines. In 1934 behaalde hij er zijn Associate of Arts-diploma en in 1939 voltooide hij met succes een bachelor-opleiding rechten. Na afloop van de Tweede Wereldoorlog studeerde Benedicto rechten in de Verenigde Staten, waar hij in 1947 een Master-opleiding Rechten voltooide aan de Universiteit van Georgetown.
Benedicto was in 1945 assistent-openbaar aanklager van de provincie Negros Occidental. Van 1948 tot 1955 was hij professor Arbeidsrecht en Handelsrecht aan de Far Eastern University. Van 1957 tot 1959 was Benedicto gouverneur van de Development Bank of the Philippines. Nadien vervulde hij nog diverse andere topposities in de bankenwereld. Hij was uitvoerend vice-president van de Philippine Commercial and Industrial Bank van 1960 tot 1965. Daarna was Benedicto van 1966 tot 1970 plaatsvervangend bewindvoerder bij het Internationaal Monetair Fonds en de Internationale Bank voor Wederopbouw en Ontwikkeling (IBRD). Tevens was hij in die periode lid van de monetaire raad (hoogste beslisorgaan) van de Filipijnse Centrale Bank en hij was president van de Philippine National Bank van 1966 tot 1970. In 1972 werd Benedicto door president Ferdinand Marcos benoemd tot Filipijns ambassadeur in Japan. Deze functie bekleedde hij tot 1978.

## Relatie met Ferdinand Marcos
Benedicto was een vriend en vertrouweling van president Ferdinand Marcos. Marcos en Benedicto leerden elkaar kennen tijdens hun studietijd, waar ze tegelijkertijd begonnen aan een de opleiding rechten aan de University of the Philippines en bovendien lid waren van dezelfde studentenvereniging. Als voorzitter van zijn partij KBL in de regio Western Visayas zorgde hij voor veel stemmen voor Marcos in deze regio. Nadien trad hij vaak als gevolmachtigde namens Marcos op bij zakelijke transacties en het was ook Benedicto die Marcos en zijn vrouw hielp bij het openen van hun eerste Zwitserse bankrekening, waarmee het koppel illegaal verkregen vermogen weg kon sluizen.
Als tegenprestatie benoemde Marcos hem tot president van de Philippine National Bank. Benedicto gebruikte zijn positie bij de grootste staatsbank van de Filipijnen van die tijd om zichzelf en andere vrienden van Marcos te bevoordelen middels financieringen van hun bedrijven. Hij wist op die manier zijn imperium uit te breiden met andere banken en bedrijven.
Na de val van Marcos door de EDSA-revolutie in 1986 werd Benedicto vervolgd voor zijn rol grootschalige corruptie ten tijde van het bewind van Marcos. Hij sloot daarop in 1990 een deal met de Presidential Commission on Good Government (PCGG). Als onderdeel van deze deal gaf hij onder meer een tegoed van 16 miljoen US$ op Zwitserse bankrekeningen terug aan de Filipijnse staat. Ook deed hij afstand van de aandelen van 32 bedrijven en de California Overseas Bank en tevens van 51% van zijn landbouwpercelen. Tevens verkocht de PCGG namens de Filipijnse staat bezittingen van Marcos die naam van Benedicto geregistreerd stonden ter waardenvan nog eens enkele miljoenen Amerikaanse dollar 
Benedicto overleed in 2000 op 83-jarige leeftijd. Hij was getrouwd met Julita Campos. Samen kregen ze een dochter.